# نیروگاه گازی کنارک
نیروگاه گازی کُنارک (استان سیستان و بلوچستان، شهرستان کنارک، بهره‌برداری(۱۳۵۶)، یکی از نیروگاه‌های ایران از نوع گازی با ظرفیت تولید ۱۴۲٫۵ مگاوات است که شامل ۶ واحد گازی ۲۳٫۸ مگاواتی مدل GE-Frame5 ساخت شرکت فرانسوی  آلستوم است.
قدرت عملی نیروگاه در زمستان ۱۰۸ مگاوات و در تابستان ۱۰۲ مگاوات است. میانگین قدرت عملی هر واحد ۱۷٫۸ مگاوات است.
سوخت واحدها گاز طبیعی و سوخت پشتیبان گازوئیل است که گازوئیل در ۹ مخزن، مجموعاً به ظرفیت ۲۰ میلیون لیتر ذخیره‌سازی می‌شود.
طبق آمار سال ۱۳۹۱، مصرف گازوئیل نیروگاه کنارک [در سال ۱۳۹۱] ۱۳۵۲۰۹ هزار لیتر، راندمان ۲۲٫۶ درصد و کارکرد نیروگاه در سال ۳۱۹۳ ساعت که کارکرد نیروگاه در سال طبق درصد ۳۶٫۴ درصد بوده‌است.

## واگذاری سهام نیروگاه کنارک
در اردیبهشت ۱۳۹۱، ۱۰۰ درصد سهام نیروگاه کنارک به ارزش کل پایه ۷۴ میلیارد و ۸۹۷ میلیون و ۶۲۰ هزار تومان  به وکالت از سوی توانیر واگذار شد.